# Теленченко Микола Єрофійович
Микола Єрофійович Теленченко (нар. 13 грудня 1946, Рівне, УРСР) — радянський футболіст, нападник.

## Життєпис
Вихованець рівненського «Колгоспника», перший тренер — Л. Молчановський. На початку кар'єри грав в українських командах нижчих ліг та КФК «Колгоспник» Рівне (1964-1965), «Буревісник» Кам'янець-Подільський (1965), ЛВВПУ ЧА та ВМФ (Львів, 1965), СКА Львів (1967-1968). У 1969 році перейшов в команду другої групи класу «А» (перша ліга) «Молдова» (Кишинів). У другій половині сезону 1970 року тренером Артемом Фальяном запрошений у ленінградський «Зеніт» для зміцнення атаки. Теленченко почав грати в парі з таким же потужним центрфорфардом таранного типу Володимиром Гончаровим і провів 10 матчів, але не зміг відзначитися жодним голом. Після того, як Фальяна змінив Євген Горянський, Теленченко повернувся в «Молдову», за яку грав в 1971-1972 роках. У 1973 році отримав пожиттєву дискваліфікацію, але наступного року домігся її зняття та грав у «Харчовику» (Бендери). Останній клуб — «Колос» Нікополь (1975-1976).
У 2010-х роках — працівник федерації футболу Рівненської області.